# 다쿠마정 (가가와현)
다쿠마정(일본어: 詫間町)은 일본 가가와현 미토요군에 설치되었던 정이다. 현재의 미토요시에 해당한다.

## 역사
- 1890년 12월 15일 - 정촌제 시행으로 다쿠마촌, 쇼나이촌, 마와시마촌이 성립하였다.
- 1899년 4월 1일 - 미노군이 도요타군과 합병해 미토요군이 되었다.
- 1942년 4월 15일 - 정으로 승격해 다쿠마정이 되었다.
- 1955년 4월 1일 - 다쿠마정, 쇼나이촌, 아와시마촌이 합병해 다쿠마정 (제2차)이 되었다.
- 2006년 1월 1일 - 니오정, 다카세정, 야마모토정, 사이타정, 도요나카정, 미노정이 합병해 미토요시가 되었다.

## 교통

### 철도
- 시코쿠 여객철도
  - 요산선

## 참고 문헌
- 角川日本地名大辞典編纂委員会, 『角川日本地名大辞典 43 香川県』, 1985, 角川書店